# Префектура Мијаги
Мијаги (Јапански:宮城県; Miyagi-ken) је префектура у Јапану која се налази у региону Тохоку на острву Хоншу. Главни град је Сендај.